# Барбарич, Михаил Васильевич
Михаил Васильевич Барбарич (31 января 1926 — ?) — российский учёный, машиностроитель.
Окончил МВТУ им. Баумана (1950). В 1950—1959 работал в Центральном НИИ технологии машиностроения. Кандидат технических наук (1957), старший научный сотрудник (1959).
В 1959—1963 начальник лаборатории ВНИИ металлургического машиностроения.
С 1963 г. — в аппарате ЦК КПСС, заместитель начальника отдела машиностроения (до ликвидации отдела в 1988 г.).
Доктор технических наук (1973, тема диссертации «Исследование процесса и разработка методов повышения точности горячего накатывания зубчатых колес»), профессор.
В 1966 г. присуждена Ленинская премия — за создание нового процесса и комплекса оборудования для изготовления крупномодульных зубчатых колёс.
Соавтор книг: 
- Накатывание цилиндрических зубчатых колес [Текст] / М. В. Барбарич, М. В. Хоруженко. — М. : Машиностроение, 1970. — 220 с. : ил. ; 22 см. — Библиогр.: с. 218—219 (27 назв.). — 5000 экз.. — (В пер.)
- Специальные прокатные станы /А. И. Целиков, М. В. Барбарич, М. В. Васильчиков [и др.]. – М.: Металлургия, 1971. – 336 с.